# Kocskurovo
Kocskurovo (oroszul: Кочкурово, erza nyelven Кочкур веле) falu Oroszországban, Mordvinföldön, a Kocskurovói járás székhelye. 
Lakossága: 3198 fő (a 2010. évi népszámláláskor).

## Elhelyezkedése
Mordvinföld délkeleti részén, Szaranszktól 25 km-re, a Pirma (Karnaj) folyócska partján terül el, a Penzába vezető országút mentén. A legközelebbi vasútállomás Vojevodszkoje (12 km), a Ruzajevka–Inza vonalon.

## Története
Neve a mordvin Kocskur férfinévből képzett szó. Egy régi feljegyzés arról tudósít, hogy 1704-ben a település lakóit sokféle fizetési kötelesség (adó) sújtotta. 1869-ben a Penzai kormányzósághoz tartozó Kocskurovo (Rozsgyesztvenszkoje) kincstári falunak 251 udvara volt. 1928-ban az újonnan létrehozott Kocskurovói járás székhelye lett.